# Суп по-галисийски

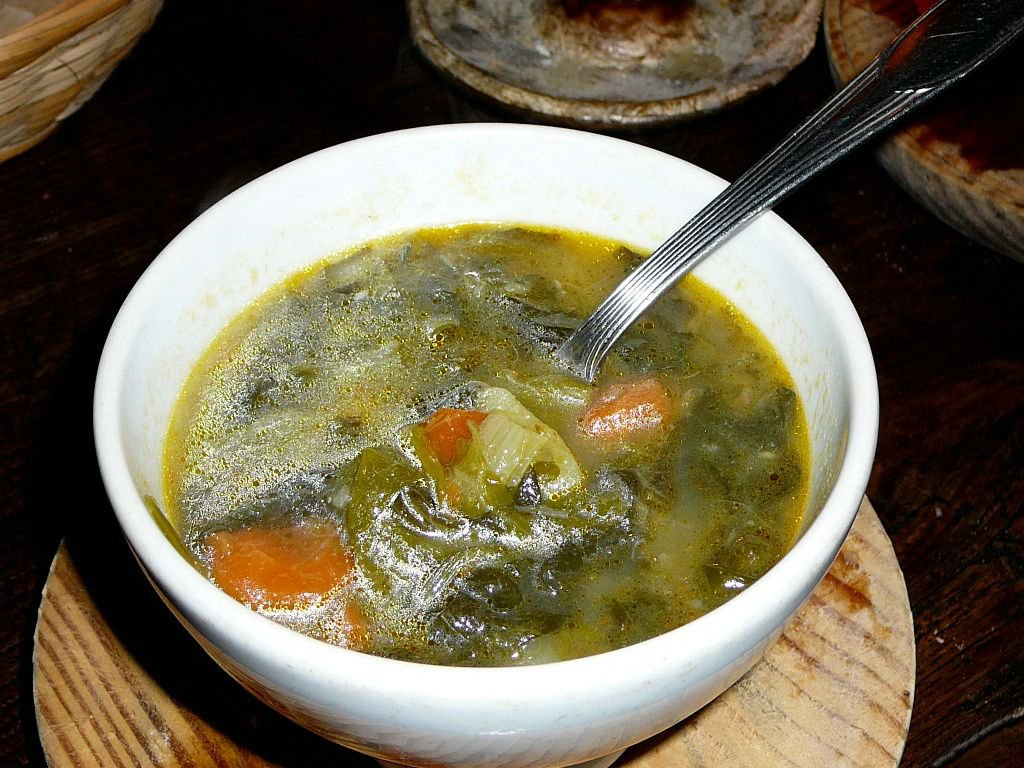
Суп по-галисийски

Суп по-галисийски (галисийский суп, бульон по-галисийски, кальдо по-галисийски, ка́льдо галье́го, галис. caldo galego, исп. caldo gallego) — суп с мясом и овощами, одно из самых известных блюд галисийской кухни, популярное во всей Испании. Густой заправочный суп на мясном бульоне с фасолью и картофелем считается зимним блюдом. В зависимости от рецепта в него добавляют листовые капусту и репу, а также брюкву, тыкву или шпинат. Кулинарный писатель Нестор Лухан указывал, что любители супа по-галисийски подразделяются на тех, кто его ест как первое, до основного блюда, и тех, кто им завершает трапезу.